# Birkigt (Eichigt)
Birkigt ist eine Ortslage etwa 1 km westlich von Tiefenbrunn. Gemeinsam mit Tiefenbrunn wurde Birkigt 1994 nach Eichigt eingemeindet. Südlich liegen die Orte Kugelreuth und das sächsisch-bayerisch-böhmische Dreiländereck. Damit liegt der Ort auch direkt an der deutsch-tschechischen Grenze.

## Geschichte
Birkigt ist erstmals 1413 als wustung (=Wüstung) Pirk erwähnt. Weitere Nennungen sind Birke (1418), Pirk (1420–40), Uff der wustung Pirck (1542), Birkig (1750), Birckig (1791) und Birkigt, Birk (1814). Der Ort war 1752 nach Posseck gepfarrt. 1764 war Birkigt dem Rittergut Posseck zugehörig. Gemeinsam mit Tiefenbrunn wurde Birkigt 1994 nach Eichigt eingemeindet. 1871 und 1875 gab es im Ort 9 Wohnhäuser. 
| Jahr          | 1764          | 1834 | 1871 | 1871 | 1875 | 1890 |
| ------------- | ------------- | ---- | ---- | ---- | ---- | ---- |
| Einwohnerzahl | mit Haselrain | 116  | 126  | 42   | 54   | 128  |

## Belege
1. ↑  Birkigt (2) – HOV | ISGV. Abgerufen am 20. Februar 2023.
2. ↑  'Generalübersicht sämmtlicher Ortschaften des Königreichs Sachsen nach der neuen Organisation der Behörden mit Angabe ihrer Einwohner- und Häuserzahl am 1. December 1871 : Zusammengestellt vom K. sächs. statist. Bureau' - Digitalisat | MDZ. S. 32, abgerufen am 20. Februar 2023.
3. ↑  'Alphabetisches Taschenbuch sämmtlicher im Königreiche Sachsen belegenen Ortschaften und der besonders benannten Wohnplätze : mit Angabe der politischen Gemeinden, der Amtsgerichte, der Landgerichte, der Kreishauptmannschaften, der Amtshauptmannschaften und der Gendarmerie-Bezirke, der Gebäude- und Einwohnerzahlen am 1. Dezember 1875, sowie der Postbestellanstalten' - Digitalisat | MDZ. Abgerufen am 20. Februar 2023.